# Список умерших в 510 году
В этой статье представлен список известных людей, умерших в 510 году.
См. также: Категория:Умершие в 510 году

## Январь
- 1 января — Евгенд, святой, игумен Кондатский.

## Апрель
- 15 апреля — Патерн Уэльский, святой Римско-Католической церкви, местночтимый святой в Православной церкви.

## Дата смерти неизвестна или требует уточнения
- Вард Мамиконян, армянский спарапет (с 486), марзпан (505—509).
- Вачаган III Благочестивый, правитель Кавказской Албании (487—510).
- Гойарик, вестготский государственный деятель.
- Руриций Лиможский, епископ Лемовиков.
- Тато, король лангобардов.
- Хадкюн, король гётов, один из персонажей поэмы Беовульф.

| Список умерших в 509 году | Список умерших в 510 году | Список умерших в 511 году |